# San José Ayuquila
San José Ayuquila là một đô thị thuộc bang Oaxaca, México. Năm 2005, dân số của đô thị này là 1342 người.